# День антитабачной фетвы

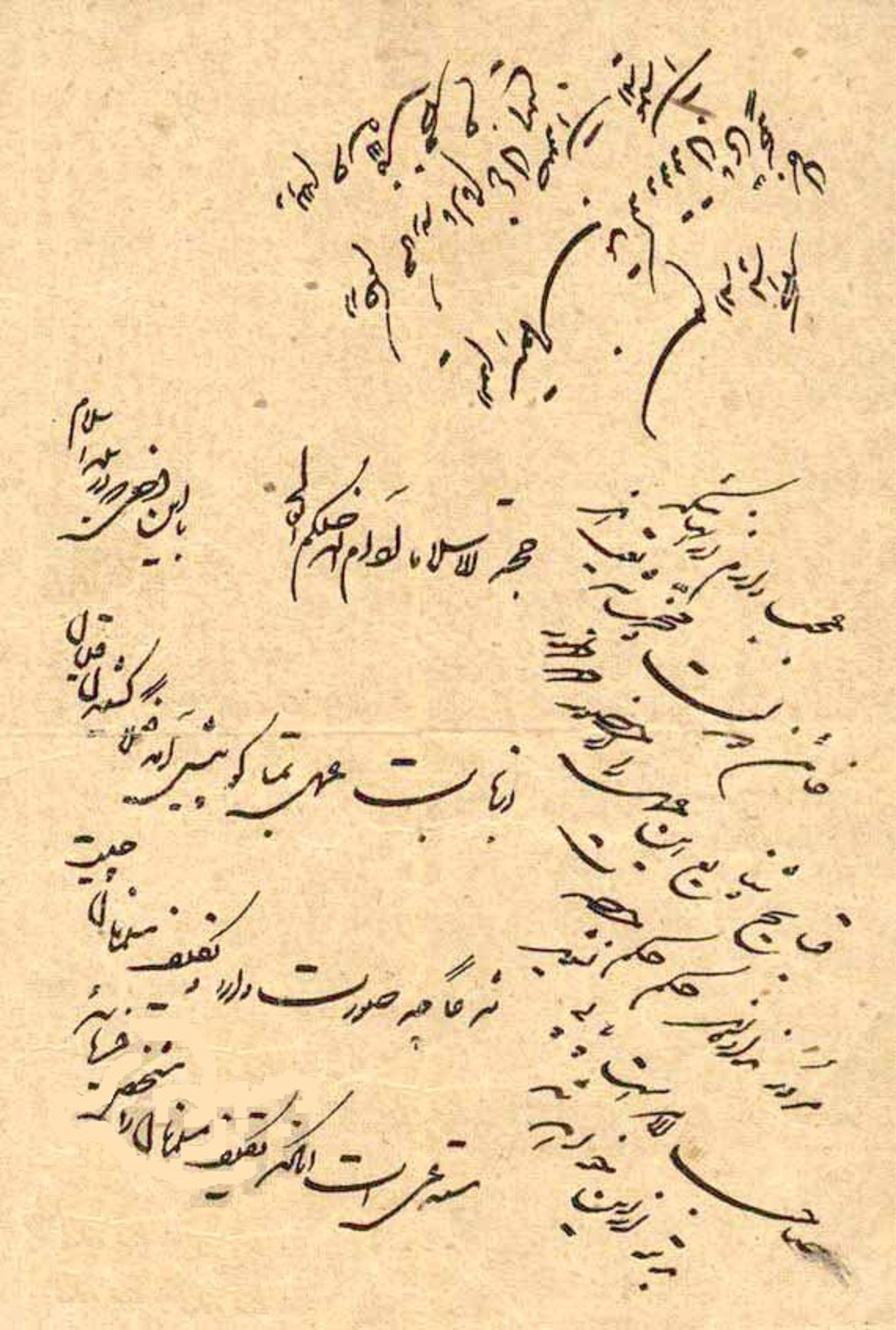
Антитабачная фетва, изданная Мирзой Хасаном Ширази - 1891

День антитабачной фетвы (перс. روز لغو امتیاز تنباکو به فتوای آیت الله شیرازی‎) — иранский праздник, который отмечается 14 мая (24 ордибехешта по иранскому календарю) в честь одного из наиболее знаменательных случаев успешных народных протестов при шахском режиме — отмены английской монополии на производство иранского табака. Не стоит рассматривать День антитабачной фетвы как пропаганду здорового образа жизни, данный праздник имеет более глубокое значение — это день зарождения национально-освободительного движения иранского народа.

## История праздника
В 1890-е годы весь Иран захватили так называемые «антитабачные протесты» (перс. نهضت تنباکو) — народное движение против английской табачной монополии. 8 марта 1890 года Насер ад-Дин Шах Каджар предоставил майору Г.Ф. Тальботу монополию на производство, продажу и экспорт иранского табака. Данная концессия затрагивала интересы широких слоев иранского общества, как производителей табака, так и его продавцов и потребителей.
Антитабачное движение возникло в Ширазе, где находился один из основных филиалов компании Г.Ф. Тальбота. Главенствующую роль в данном движении играло ширазское духовенство, недовольное сильными экономическими позициями Англии на юге страны.
Официально табачная монополия Англии была объявлена 19 августа 1891 года. Через считанные часы после этого перед дворцом наследного принца в Тебризе состоялась многочисленная демонстрация, призывающая правительство отменить эту унизительную монополию. Демонстранты требовали аннулирования концессии, в противном случае они грозили разгромить английское консульство в Тебризе.
Тебризское духовенство в лице Хаджи-Джавада Ага открыто заявило, что не станет останавливать агитацию против табачной концессии, так как курение табака является нарушением шариата.
Амир Незам и главные духовные лица Тебриза отправили шаху официальное письмо с просьбой аннулировать концессию. События в Тебризе показали пример другим регионам Ирана, и вскоре народные волнения начались в Исфахане, Мешхеде и других крупных городах. Шах решил послать войска в провинцию, однако недовольство монополией распространилось и на армию — таким образом, власти уже не могли рассчитывать на военных для подавления восстания.
20 сентября 1891 года восставшие собрались в главной мечети Мешхеда, преградив путь губернатору Хорасана. Они заявили, что прекратят всю торговлю в городе в случае сохранения монополии.
Несколько дней протестующие занимали главную мечеть, по всему городу организовывались митинги, а базары и магазины были закрыты. В конце концов, Амин ас-Солтани начал переговоры с английским посланником в Тегеране. Было составлено заявление об аннулировании табачной монополии. Шахское правительство обязано было выплатить неустойку Англии. Однако аннулирование табачной монополии вызвало ожидаемое недовольство властей Англии.

## Фетва Шарази
В декабре 1891 года религиозный наставник Мирза Хасан Ширази выпустил фетву, в которой было сказано, что употребление табака равносильно войне против скрытого шиитского имама Махди. Это был очень крупный религиозный протест, так как скрытый имам имеет исключительную важность в шиитском исламе.
До публикации фетвы потребление табака в Иране было настолько распространено, что курили практически везде, в том числе внутри мечетей. Несмотря на популярность табака, религиозный запрет возымел исключительно сильное влияние, что даже слуги в гареме шаха отказались забивать трубки женам шаха.
26 января 1892 года, когда английская монополия на табак уже была аннулирована, Ширази выпустил ещё одну фетву, аннулировав первую и разрешив курение табака.